# Foo fighter
Израз Foo fighter користили су савезнички пилоти авиона током Другог светског рата да опишу различите НЛО-е или мистериозне ваздушне феномене виђене на небу изнад европског и пацифичког ратишта.
Иако је foo fighter првобитно означаво тип НЛО-а који је пријавила и назвала америчка 415. ескадрила, термин се такође обично користио за означавање сваког виђења НЛО-а из тог периода.
Робертсонов панел је истраживао могућа објашњења, на пример да су то електростатичке појаве сличне ватри Светог Елма, електромагнетне појаве или једноставно рефлексије светлости од кристала леда.

## Етимологија
Бесмислена реч „foo“ појавила се у популарној култури током раних 1930-их, а први ју је употребио карикатуриста Бил Холман, који је своје стрипове о ватрогасцима Smokey Stover обогатио „foo“ додатним словима и играма речи.